# Dario Lezcano
Pour les articles homonymes, voir Lezcano et Mendoza.
Dario Lezcano Mendoza est un footballeur international paraguayéen, né le 20 juin 1990 à Asuncion. Il évolue au poste d'avant-centre à Colo-Colo.

## Biographie

### En club
Avec le club du FC Lucerne, il joue 10 matchs en Ligue Europa. Lors de cette compétition, il inscrit un but contre l'US Palerme le 4 août 2011 (match nul 1-1).
Il dispute un total de 133 matchs en première division suisse, inscrivant 35 buts. Le 22 août 2015, il inscrit un triplé en championnat avec le FC Lucerne, sur la pelouse du FC Zurich (victoire 2-5).
Le 15 janvier 2016, il signe un contrat de trois ans en faveur du club allemand du FC Ingolstadt 04.

### En sélection
Le 15 octobre 2015, il fait ses débuts avec l'équipe nationale du Paraguay, lors d'un match contre l'Australie.
Le 24 mars 2016, il inscrit un doublé contre l'Équateur, dans le cadre des éliminatoires du mondial 2018.